# 小行星15735
小行星15735（15735 Andakerkhoven）是一颗绕太阳运转的小行星，为主小行星带小行星。该小行星于1990年11月19日发现。

## 轨道参数
小行星15735的轨道半长轴为475 472 767 km，3.1782939 UA，离心率为0.069。